# Moussadey Beri
Moussa dey Béri (aussi : Moussadei Béri, Moussadey Béri, Moussadèye Béri et Moussadei, Moussa Dey, Moussadey et Moussadèye en abrégé) est un village de la commune rurale de Sokorbé au Niger situé à 45 km du chef lieu de la région de Dosso .

## Géographie
Le village, dirigé par un Chef  traditionnel , est situé à une douzaine de kilomètres au sud de Sokorbé, chef-lieu de la commune rurale du même nom, qui appartient au département de Loga dans la région de Dosso . Les plus gros villages autour de Moussa Dey Béri comprennent Mokko au sud-est, Garankédey au sud-ouest, Karma à l'ouest et Koygolo au nord-ouest.
Moussa Dey Béri est un village Zarma . Le chef du village porte le titre de Kwarakoy .

## Histoire
La piste de 224 kilomètres pour les cavaliers entre Niamey et Dogondoutchi, qui passait par Moussa Dey Béri, était considérée comme l'une des principales voies de transport dans ce qui était alors la colonie française du Niger dans les années 1920.

## Population
Au recensement général de la population et de l'habitat de 2012, Moussa Dey Béri compte 6742 habitants vivant dans 900 ménages. Au recensement de 2001, la population était de 4765 dans 623 ménages  et au recensement de 1988, la population était de 5072 dans 653 ménages. 

## Économie et infrastructures
Il y a un marché hebdomadaire dans le village qui s'anime chaque dimanche. Un centre de santé est disponible  et un Centre de Santé Intégré (CSI). Le CEG Moussa Dey est un lycée de type Collège d'Enseignement Général . La route nationale 14, qui relie le village à la capitale régionale Dosso au sud, passe par Moussa Dey Béri jusqu'à Sorkorbé et Loga.